# 1965 ван де Камп
1965 ван де Камп (1965 van de Kamp) — астероїд головного поясу, відкритий 24 вересня 1960 року.
Тіссеранів параметр щодо Юпітера — 3,422.
Названо на честь Пітера ван де Кампа (нід. Peter van de Kamp, 1901 — 1995) — голландського і американського астронома.